# Astrologický průvodce pro zlomená srdce
Astrologický průvodce pro zlomená srdce, v italském originále Guida astrologica per cuori infranti, je italský romantický a komediální seriál. Příběh seriálu vychází ze stejnojmenné knihy Silvie Zuccy a pojednává o třicátnici Alici, která má smůlu na muže a rozhodne se, že se při výběru mužů bude řídit astrologií. V hlavních rolích se objevili Claudia Gusmano, Michele Rosiello a Lorenzo Adorni.
První řada, sestávající ze šesti dílů, měla premiéru na Netflixu dne 27. října 2021. Druhá (a zároveň poslední) řada byla zveřejněna dne 8. března 2022.

## Obsazení
| Claudia Gusmano        | Alice Bassi (český dabing: Lucie Štěpánková)                                               |
| Michele Rosiello       | Davide Sardi (český dabing v 1. řadě: Martin Písařík, v 2. řadě: Ondřej Gregor Brzobohatý) |
| Lorenzo Adorni         | Tio Falcetti (český dabing: Jiří Krejčí)                                                   |
| Alberto Paradossi      | Carlo Baresi (český dabing: Radovan Klučka)                                                |
| Esther Elisha          | Paola Costa (český dabing: Malvína Pachlová)                                               |
| Emanuela Grimalda      | Marlin De Rose (český dabing: Vlasta Žehrová)                                              |
| Fausto Maria Sciarappa | Enrico Crippa (český dabing: Martin Preiss)                                                |
| Bebo Storti            | Guido Bassi (český dabing: Miloš Vávra)                                                    |
| Maria Amelia Monti     | Ada Bassi (český dabing: Dagmar Čárová)                                                    |
| Giancarlo Ratti        | Giordano Bodrato (český dabing: Ladislav Cigánek)                                          |
| Maria Elisa Pagano     | Simona (český dabing: Anna Theimerová)                                                     |

Český dabing, v překladu Michaely Šimonkové Filipové, s dialogy a v režii Hany Krtičkové, vyrobila v letech 2021 a 2022 společnost SDI Media.

## Seznam dílů

### 1. řada (2021)
| Č. v seriálu | Č. v řadě | Původní název | Český název | Režie             | Scénář                               | Premiéra na Netflixu |
| ------------ | --------- | ------------- | ----------- | ----------------- | ------------------------------------ | -------------------- |
| 1            | 1         | Ariete        | Beran       | Bindu De Stoppani | Bindu De Stoppani                    | 27. října 2021       |
| 2            | 2         | Toro          | Býk         | Bindu De Stoppani | Bindu De Stoppani a Fabrizio Cestaro | 27. října 2021       |
| 3            | 3         | Gemelli       | Blíženci    | Bindu De Stoppani | Bindu De Stoppani a Fabrizio Cestaro | 27. října 2021       |
| 4            | 4         | Cancro        | Rak         | Michela Andreozzi | Bindu De Stoppani a Fabrizio Cestaro | 27. října 2021       |
| 5            | 5         | Leone         | Lev         | Michela Andreozzi | Bindu De Stoppani a Fabrizio Cestaro | 27. října 2021       |
| 6            | 6         | Vergine       | Panna       | Bindu De Stoppani | Bindu De Stoppani a Fabrizio Cestaro | 27. října 2021       |

### 2. řada (2022)
| Č. v seriálu | Č. v řadě | Původní název | Český název | Režie             | Scénář                                                  | Premiéra na Netflixu |
| ------------ | --------- | ------------- | ----------- | ----------------- | ------------------------------------------------------- | -------------------- |
| 7            | 1         | Bilancia      | Váhy        | Michela Andreozzi | Fabrizio Cestaro, Bindu De Stoppani a Costanza Durante  | 8. března 2022       |
| 8            | 2         | Scorpione     | Štír        | Michela Andreozzi | Fabrizio Cestaro, Michela Andreozzi a Bindu De Stoppani | 8. března 2022       |
| 9            | 3         | Sagittario    | Střelec     | Michela Andreozzi | Fabrizio Cestaro, Michela Andreozzi a Bindu De Stoppani | 8. března 2022       |
| 10           | 4         | Capricorno    | Kozoroh     | Bindu De Stoppani | Fabrizio Cestaro a Bindu De Stoppani                    | 8. března 2022       |
| 11           | 5         | Acquario      | Vodnář      | Bindu De Stoppani | Fabrizio Cestaro a Bindu De Stoppani                    | 8. března 2022       |
| 12           | 6         | Pesci         | Ryby        | Bindu De Stoppani | Fabrizio Cestaro a Bindu De Stoppani                    | 8. března 2022       |